# Медісон Мейлі
Медісон Мейлі (англ. Madison Mailey; нар. 22 жовтня 1996) — канадська веслувальниця, олімпійська чемпіонка 2020 року.

## Виступи на Олімпіадах
| Олімпіада  | Дисципліна | Місце |
| ---------- | ---------- | ----- |
| Токіо 2020 | вісімки    | 1     |

## Зовнішні посилання
- Медісон Мейлі [Архівовано 30 липня 2021 у Wayback Machine.] на сайті FISA.

1. 1 2  Madison Mailey